# Hunter Henry
Pour les articles homonymes, voir Henry.
(en) Statistiques sur pro-football-reference
Hunter Mark Henry, né le 7 décembre 1994 à Little Rock, est un joueur américain de football américain. Il joue à la position de tight end en National Football League (NFL).

## Biographie

### Carrière universitaire
Étudiant à l'université de l'Arkansas, il a joué pour les Razorbacks de l'Arkansas de 2013 à 2015. Il remporte en 2015 le John Mackey Award remis au meilleur tight end universitaire.

### Carrière professionnelle
Il est sélectionné par les Chargers de San Diego au deuxième tour, en 35e position, lors de la draft 2016 de la NFL. 
Il signe en mars 2021 un contrat de 3 ans pour 37,5 millions de dollars avec les Patriots de la Nouvelle-Angleterre.

## Statistiques
| Année              | Équipe                             | MJ                 |                       | Passes réceptionnées  | Passes réceptionnées  | Passes réceptionnées  | Passes réceptionnées |       | Courses | Courses | Courses | Courses |  | Fumbles | Fumbles |
| Année              | Équipe                             | MJ                 | Nb.                   | Yards                 | Moy.                  | TD                    | Nb.                  | Yards | Moy.    | TD      | Nb.     | Perdus  |  |         |         |
| 2016               | Chargers de San Diego              | 15                 | 36                    | 478                   | 13,3                  | 8                     | -                    | -     | -       | -       | 1       | 1       |  |         |         |
| 2017               | Chargers de Los Angeles            | 14                 | 45                    | 579                   | 12,9                  | 4                     | -                    | -     | -       | -       | 0       | 0       |  |         |         |
| 2018               | Chargers de Los Angeles            |                    | N'a pas joué (blessé) | N'a pas joué (blessé) | N'a pas joué (blessé) | N'a pas joué (blessé) |                      |       |         |         |         |         |  |         |         |
| 2019               | Chargers de Los Angeles            | 12                 | 55                    | 652                   | 11,9                  | 5                     | -                    | -     | -       | -       | 1       | 1       |  |         |         |
| 2020               | Chargers de Los Angeles            | 14                 | 60                    | 613                   | 10,2                  | 4                     | -                    | -     | -       | -       | 0       | 0       |  |         |         |
| 2021               | Patriots de la Nouvelle-Angleterre | 17                 | 50                    | 603                   | 12,1                  | 9                     | -                    | -     | -       | -       | 0       | 0       |  |         |         |
| 2022               | Patriots de la Nouvelle-Angleterre | 17                 | 41                    | 509                   | 12,4                  | 2                     | -                    | -     | -       | -       | 0       | 0       |  |         |         |
| 2023               | Patriots de la Nouvelle-Angleterre | 14                 | 42                    | 419                   | 10,0                  | 6                     | -                    | -     | -       | -       | 1       | 0       |  |         |         |
| Totaux en carrière | Totaux en carrière                 | Totaux en carrière | 329                   | 3 853                 | 11,7                  | 59                    | -                    | -     | -       | -       | 3       | 2       |  |         |         |